# Estonianos
Os Estonianos (em estoniano: eestlased) são um povo que originalmente habita a Estônia, porção norte da península báltica. Os estonianos são um povo fino-báltico, mais intimamente ligados aos finlandeses e aos lapões do que aos lituanos e letões, seus vizinhos de península.

## História
Acredita-se que a Estônia foi primeiro habitada há 10 000 anos, logo após o mar Báltico degelar e descobrir a parte norte da península báltica. Não se sabe ao certo qual a língua desses primeiros habitantes, mas o certo é que os ocupantes que chegaram lá há 5000 anos, e que são ascendentes diretos dos estonianos modernos, já falavam uma língua primitiva da ordem das línguas fino-úgricas.
A definição de estoniano, acredita-se, vem do historiador romano Tacitus, que em seu livro Germânia definiu como os povos do extremo leste da Europa conhecida, como os éstios. Mas antes, os escandinavos já chamavam a região sul do Golfo da Finlândia como Eistland e seu povo de eisti, bem próximo do que os próprios estonianos se chamam: Eesti.

 Nas histórias eslavas, a tribo dos Chuds é relacionada a região báltica e seu povo fala uma língua parecida com as línguas Finas).
A língua estoniana é classificada como sendo do grupo das línguas fino-úgricas e da classe das fino-bálticas, como o finlandês. O primeiro livro em estoniano foi editado em 1525, mas documentos sobre aspectos da língua datam do século XIII, início das cruzadas contra a Estônia, um dos últimos lugares pagãos da Europa.
Os Estonianos tem fortes laços com os países nórdicos, devido aos diversos séculos de ocupação dos escandinavos e dos alemães. Inclusive, os próprios estonianos se consideram mais nórdicos do que bálticos, principalmente devido à proximidade da língua com o finlandês